# Prizemni osjak
Prizemni osjak (stariji nazivi: bodilica, bezstabljeni osjak; lat. Cirsium acaule), vrsta glavočike iz roda osjaka. Raširena je po Europi, uključujući i Hrvatsku. Nekada je uključivana u rodove stričak (Carduus) i čakalj (Cnicus)
Postoje dvije podvrste.

## Podvrste
- Cirsium acaule subsp. acaule
- Cirsium acaule subsp. gregarium (Boiss. ex DC.) Talavera; Španjolska

## Sinonimi
- Carduus acaulis L.
- Cnicus acaulis (L.) Willd.
- Onotrophe acaulis (L.) Cass.
- Polyacantha acaulis (L.) Hill

## Galerija
- C. acaule
- C. acaule
- C. acaule

## Vanjske poveznice
|  | Zajednički poslužitelj ima još gradiva o temi Cirsium acaule |
|  | Wikivrste imaju podatke o taksonu Cirsium acaule             |